# Büchner-tölcsér

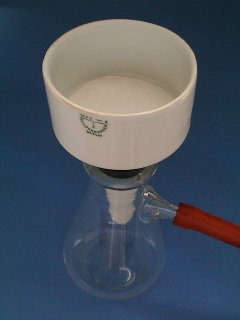
Büchner-tölcsér és a szívópalack illesztése

A Büchner-tölcsér egy laboratóriumi edény, melyet vákuumszűrésnél használnak. Hagyományosan porcelánból készül, de előfordulnak üvegből vagy műanyagból készült Büchner-tölcsérek is. A Büchner-tölcsér felső hengeres részét egy perforált lemez zárja le, hasonló perforált lemez található a Hirsch-tölcsérnél is. A két tölcsér közti különbség alakjukban van. Míg a Büchner-tölcsér hengeres, majd hirtelen összeszűkül, addig a Hirsch-tölcsérnél nincs hengeres rész, kúpos kivitelezésű (vagyis nincs függőleges külső fala). Ezért a Hirsch-tölcsér esetében a performált lemez kisebb, amiért azt kisebb anyagmennyiségeknél használjuk. A szűrőanyagot (leggyakrabban szűrőpapír) a tölcsérbe helyezzük a szűrés megkezdése előtt, majd oldószerrel nedvesítjük meg, hogy elkerüljük, hogy a szűrendő anyag szilárd részei a szűrőpapír és a perforált lemez közé kerüljenek. A tölcsért szívópalackra helyezzük gumikónusz segítségével. A szívópalackot a vákuumvezetékre kapcsoljuk. Ezután a szűrőpapír nedves állapota mellett bekapcsoljuk a vákuumot. A szűrendő anyagot folyamatosan juttatjuk a szűrőpapírra. A szilárd anyagot a szűrőpapíron fogjuk fel.
A Büchner-tölcsért elsősorban preparátumok előállításánál használják kristályok, illetve egyéb szilárd anyagok oldószertől való elválasztására és szárítására. Az átszívott levegő ugyanis elősegíti a nedves kristályok száradását. A teljes kiszárítást azonban általában nem teszi lehetővé. 
A tölcsér nevét Ernst Büchner ipari kémikusról kapta és nem Eduard Buchner Nobel-díjas kémikusról.